# Trigometro

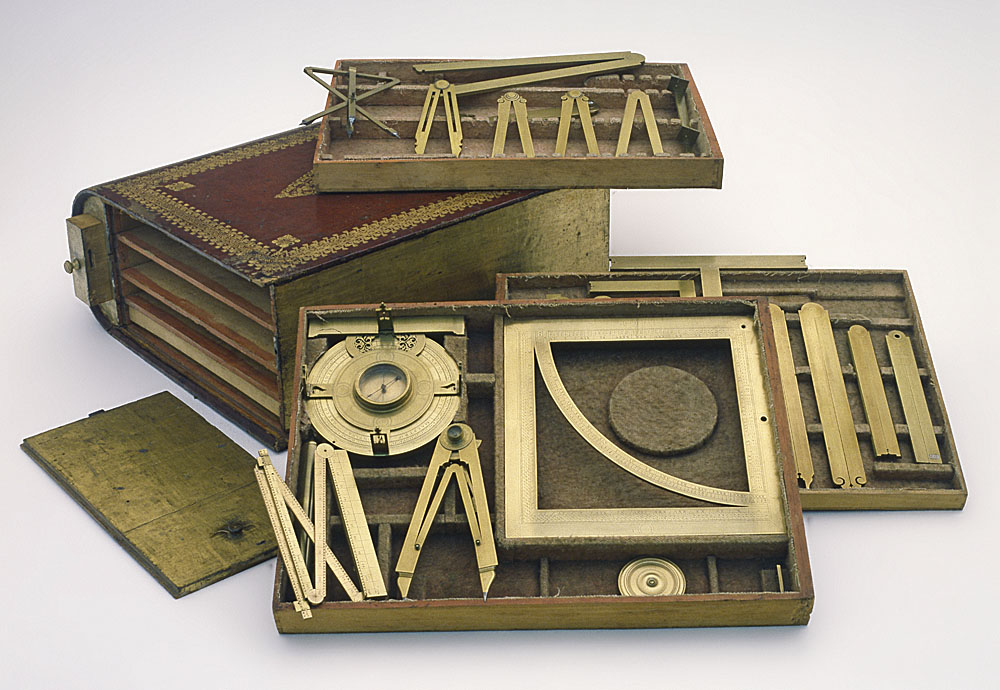
Trigometro all'interno di una scatola per strumenti matematici del XIX secolo conservata al Museo Galileo di Firenze.

Il trigometro è uno strumento per la misurazione degli angoli.
Fu divulgato con questo nome da Philippe Danfrie (c. 1532-1606) nel Traicté de l'usage du Trigometre, pubblicato a Parigi nel 1597. Lo strumento, tuttavia, era già in uso come accessorio di strumenti più complessi, quali l'olometro di Abel Foullon e il distanziometro di Baldassarre Lanci (1510-1571).
Si tratta sostanzialmente di due bracci graduati incernierati alle estremità di una base fissa. Nella versione proposta da Danfrie, ciascun braccio è munito di arco graduato, così da poter misurare gli angoli formati con la base fissa. La distanza di un punto può essere calcolata ricorrendo alla similitudine dei triangoli o al teorema dei seni.